# Geolyces tanytmesis
Geolyces tanytmesis är en fjärilsart som beskrevs av Louis Beethoven Prout 1934. Geolyces tanytmesis ingår i släktet Geolyces och familjen mätare. Inga underarter finns listade i Catalogue of Life.